# Sollstedt
Sollstedt är en kommun och ort i Landkreis Nordhausen i förbundslandet Thüringen i Tyskland.